# غفار داورپناه
غفار داورپناه ورنوسفادرانی (۱۳۰۸ – ۲۵ تیر ۱۴۰۰) سنگ‌تراش اهل ایران بود. از وی به عنوان «بنیان‌گذاری سنگ‌بری نوین در ایران» یاد می‌شود. از جمله آثار مهم وی می‌توان به برج شهیاد تهران (برج آزادی کنونی)، آرامگاه نادرشاه در مشهد، نمای سینما دیاموند (با نام کنونی پردیس سینمایی هویزه) و نمای ساختمان وزارت کشور اشاره کرد.

## زندگی‌نامه

### زندگی شخصی
غفار داورپناه، با نام کامل غفار داورپناه ورنوسفادرانی در سال ۱۳۰۸ در سده (خمینی‌شهر کنونی) در اصفهان زاده شد و در ۱۱ سالگی و همزمان با جنگ جهانی دوم، به‌همراه پدر خود، که پس از استعفاء از ارتش ایران به سنگ‌تراشی روی آورده بود، به اصفهان رفت و در این حرفه مشغول به کار شد. او در سن ۱۴ سالگی برای کار به تهران رفت و در نهایت در سال ۱۳۲۷ نخستین کارگاه سنگ‌بری خود با نام کارخانه سنگ‌بری مشارکتی پکا را در تهران تأسیس کرد و در سال ۱۳۴۲ نیز کارخانهٔ سنگ‌بری ساخارا را پایه گذاشت. او با تأسیس چندین کارخانهٔ سنگ‌بری دیگر تا پیش از انقلاب ۱۳۵۷، در گسترش این صنعت در ایران نقش داشت.
پس از به قدرت رسیدن جمهوری اسلامی در ایران، کارخانهٔ داورپناه مصادره شد و خودِ او نیز مجبور به ترک ایران شد. اما او پس از گذشت ۱۰ سال از انقلاب ایران، مجدداً به ایران بازگشت و کارخانهٔ سنگ‌بری دیگری را تأسیس کرد.
اداورپناه در نهایت در ۲۵ تیر ۱۴۰۰، چهار ماه پس از درگذشت همسر خود، بر اثر کهولت سن در سن ۹۲ سالگی در تهران درگذشت.

### حرفه
داورپناه در زمان حضور در تهران، چندین کارخانهٔ سنگ‌بری تأسیس کرد و فناوری‌های جدیدی را به ایران وارد کرد که بر پیشرفت صنعت سنگ‌بری در ایران اثرگذار بود. او در همان زمان با قنبر رحیمی، که از او با عنوان «پدر صنعت سنگ ایران» یاد می‌شود، آشنا شد که بعداً با او در پروژهٔ برج شهیاد همکاری داشت. آشنایی داورپناه با هوشنگ سیحون نیز آغازگر همکاری آن‌ها در پروژه‌های سرشناسی از جمله آرامگاه نادرشاه بود.
او در سال ۱۳۴۶ به‌دعوت حسین امانت به پروژهٔ احداث برج شهیاد تهران پیوست و به‌همراه قنبر رحیمی، کار انتخاب سنگ، برش و نصب سنگ‌ها، و نیز نظارت بر ساخت این ساختمان را بر عهده گرفت. او در بنا برای نخستین‌بار در ایران از سنگ‌فرش گرانیتی استفاده کرد. از این پروژه به‌عنوان یکی از مهم‌ترین آثار داورپناه در زمان فعالیت او یاد می‌شود. از دیگر آثار سرشناس داورپناه می‌توان به ساختمان وزارت کشور، ورزشگاه تختی (فرح پهلوی سابق)، نمای سینما دیاموند و آرامگاه محمود نریمان اشاره کرد.
داورپناه نخستین سنگ‌تراشی بود که سنگ گرانیت را در ایران برش داد.